# Evaniella crassicornis
Evaniella crassicornis är en stekelart som först beskrevs av Jean-Jacques Kieffer 1911.  Evaniella crassicornis ingår i släktet Evaniella och familjen hungersteklar. Inga underarter finns listade i Catalogue of Life.